# Ryan Lodens
Ryan Lodens is een Belgisch jiujitsuka.

## Levensloop
In 2018 behaalde hij samen met zijn broer Ian in het Poolse Gliwice hun eerste Europese titel bij de senioren op het onderdeel 'duo klasiek'. Datzelfde jaar wonnen ze ook goud in deze discipline op hun eerste wereldkampioenschappen in het Zweedse Malmö. In 2019, 2021 en 2022 (telkens te Abu Dhabi) verlengden ze hun wereldtitel. Op het EK van 2019 in het Roemeense Boekarest behaalden ze brons. Hun 2e Europese titel behaalden ze in 2021 in het Duitse Maintal. Deze verlengden ze in 2022 in het Israëlische Naharia.
Hun broer Ray is ook actief in het jiujitsu.